# テレゲンの定理
テレゲンの定理（英: Tellegen's theorem、テレヘンの定理とも）は、電気回路において各枝を流れる電流と、枝間の電位差の積の総和が0となることを意味する定理である。1952 年に Bernard D. H. Tellegen (英語版) によって報告された。
テレゲンの定理は様々なネットワークに適用できる。基本的な前提はキルヒホッフのふたつの法則、すなわち回路における流れの保存則（電流則）と、節点におけるポテンシャルの一意性（電圧則）である。テレゲンの法則は、電気回路、生物の代謝ネットワーク、パイプラインによる輸送ネットワーク、化学反応ネットワークなどの、複雑なネットワークシステムの解析に適用できる。

## 定理
ある連結有向グラフ（それぞれの枝に向きを定義したグラフ）を考える。枝 (branch) の数を {\displaystyle b}、節点 (node) の数を {\displaystyle n} と置く。電気回路においては、枝はふたつの端子を持つ素子であり、節点はそれらの接続点である。それぞれの枝には電位差 {\displaystyle W_{k}} と電流 {\displaystyle F_{k}} が定められているとする。このとき {\displaystyle k=1,2,\ldots ,b} である、それぞれ枝の方向に対して、一定の規則で正の向きを定める。{\displaystyle W_{1},W_{2},\ldots ,W_{b}} がキルヒホッフの電圧則 (Kirchhoff's voltage law, KVL) に従い、また {\displaystyle F_{1},F_{2},\ldots ,F_{b}} がキルヒホッフの電流則 (Kirchhoff's current law, KCL) に従うならば、以下の関係が成立する。
{\displaystyle \sum _{k=1}^{b}W_{k}F_{k}=0}

## 証明

### 定義
電気回路ネットワークに対して、{\displaystyle n} 行 {\displaystyle b} 列の接続行列 {\displaystyle \mathbf {A_{a}} } を以下のように定義する。
{\displaystyle a_{ik}={\begin{cases}1,&{\mbox{節点}}\,i\,{\mbox{が枝}}\,k\,{\mbox{の始点であるとき}}\\-1,&{\mbox{節点}}\,i\,{\mbox{が枝}}\,k\,{\mbox{の終点であるとき}}\\0,&{\mbox{節点}}\,i\,{\mbox{が枝}}\,k\,{\mbox{の端点でないとき}}\end{cases}}}
この行列の各列は、必ずひとつずつ 1 と -1 を持つから、{\displaystyle n} 個の行のひとつは冗長である。例えば {\displaystyle n-1} 個の行をすべて加えれば、残りの 1 行が導けることはすぐにわかる。よって行列 {\displaystyle \mathbf {A_{a}} } の階数は  {\displaystyle n-1} で、 {\displaystyle \mathbf {A_{a}} } から任意のひとつの行を取り去るっても回路グラフについての情報は失われない。このようにして作られた {\displaystyle (n-1)\times b} の行列を規約接続行列 (reduced incidence matrix) と呼び、 {\displaystyle \mathbf {A} } で表す。
とり去った行に対応する節点を基準節点と呼び、この電位を０とする。そして基準節点以外の各節点の電位を {\displaystyle w_{i}} と定める。これを並べた次元 {\displaystyle (n-1)} のベクトルを {\displaystyle \mathbf {w} } とする。このとき枝の電位差 {\displaystyle W_{k}} は、始点節点の電位 {\displaystyle w_{b}}、終点節点の電位 {\displaystyle w_{e}} を用いて
{\displaystyle W_{k}=w_{b}-w_{e}}
であるから、
{\displaystyle \mathbf {W} =\mathbf {A} ^{\mathbf {T} }\mathbf {w} }
と書ける。ここで {\displaystyle \mathbf {W} } は {\displaystyle W_{k}} を並べた次元 {\displaystyle b} のベクトルである。また同様に {\displaystyle F_{k}} を並べたベクトル {\displaystyle \mathbf {F} } を定義する。

### 証明
いま
{\displaystyle \sum _{k=1}^{b}a_{ik}F_{k}}
を考えると、これは節点 {\displaystyle i} に流入・流出する電流の総和である。よって KCL より 0 となる。すなわち
{\displaystyle \mathbf {A} \mathbf {F} =\mathbf {0} }
が成立する。すると
{\displaystyle \mathbf {W} ^{\mathbf {T} }\mathbf {F} =(\mathbf {A} ^{\mathbf {T} }\mathbf {w} )F=(\mathbf {w} ^{\mathbf {T} }\mathbf {A} )\mathbf {F} =\mathbf {w} ^{\mathbf {T} }(\mathbf {A} \mathbf {F} )=\mathbf {0} }
である。よってテレゲンの定理が証明できた。

## テレゲンの定理の重要性

### 非時間依存
テレゲンの定理は{\displaystyle t_{1}\neq t_{2}}であったとしても、以下の形で成立する。
{\displaystyle \sum _{i=1}^{N}V_{i}(t_{1})\cdot I_{i}(t_{2})=0}
これの意味するところは、電位差の列{\displaystyle {V_{1},V_{2},\dotsc ,V_{N}}}と電流の列{\displaystyle {I_{1},I_{2},\dotsc ,I_{N}}}のサンプリングをそれぞれの列内で同時刻に行っていれば、電位差と電流のサンプリング時刻はテレゲンの定理の保存する情報に影響しないということである。

### 非素子依存
これまで仮定していた回路と同じ位相構造を持つ回路を想定する。その回路の枝の最初の回路の枝{\displaystyle i}に対応する枝を{\displaystyle {\bar {i}}}とおくとテレゲンの定理は以下の形で成立する。
{\displaystyle {\begin{aligned}\sum _{i=1,{\bar {i}}=1}^{N}V_{\bar {i}}(t)\cdot I_{i}(t)=0\\\sum _{i=1,{\bar {i}}=1}^{N}V_{i}(t)\cdot I_{\bar {i}}(t)=0\end{aligned}}}
これの意味するところは、異なる素子からなる二つの回路から、それぞれ電位差と電流をサンプリングしてきたとしてもテレゲンの定理の保存する情報に影響しないということである。平たく言えば、テレゲンの定理の保存する情報とは回路の位相構造ということである。